# Comté de Mitchell (Australie)
Pour les articles homonymes, voir Mitchell et Comté de Mitchell.
Le comté de Mitchell est une zone d'administration locale située dans le centre de l'État du Victoria en Australie.
Il résulte de la fusion en 1994 et 1995 des comtés de Pyalong, de Kilmore et partiellement des comtés de Broadford, de McIvor, et du bourg de Seymour.
Le comté comprend les villes de Broadford, Kilmore, Seymour, Pyalong et Wallan